# Robert Jensen (fodboldspiller)
|  | For andre personer med navnet, se Robert Jensen (flertydig). |
Robert Frithiof Gerhard Jensen (født 11. juni 1895 i København, død 6. juli 1967 på Frederiksberg Hospital) var en dansk fodboldspiller. I sin klubkarriere spillede han i perioden 1916-1929 97 kampe for Frem, med hvem han vandt klubbens første danske mesterskab 1923 efter en 2-1 sejr over AGF. Han var i mange år holdets anfører.
Robert Jensen spillede én landskamp for Danmark. Det var 27. september 1925 mod Finland på Aarhus Stadion, den første hjemmekamp, der blev spillet uden for København, og den første landskamp mod Finland. Kampen sluttede 3-3. Han debuterede sammen med klubkammeraterne Sofus Johansen og Pauli Jørgensen.
Robert Jensen var også cricketspiller i Frem, hvor han spillede 50 kampe i perioden 1915-1935.
Robert Jensen var ansat som fuldmægtig i Carlsberg.